# أنجيلا بيسيرا
أنجيلا بيسيرا (بالإسبانية: Ángela Becerra) هي كاتِبة كولومبية وإسبانية، ولدت في 17 يوليو 1957 في كالي في كولومبيا.